# Bazilika svaté Markéty (Břevnov)
Bazilika svatého Vojtěcha a Markéty Antiochijské (dříve také sv. Markyty) v Praze 6-Břevnově je vrcholně barokní kostel, bazilika minor a hlavní chrám břevnovského kláštera. Bazilika zasvěcená svatému Vojtěchu a svaté Markétě Antiochijské je společně s celým klášterem a stavbami klášterní zahrady od roku 1964 zapsána do státního seznamu kulturních památek.

## Dějiny kostela

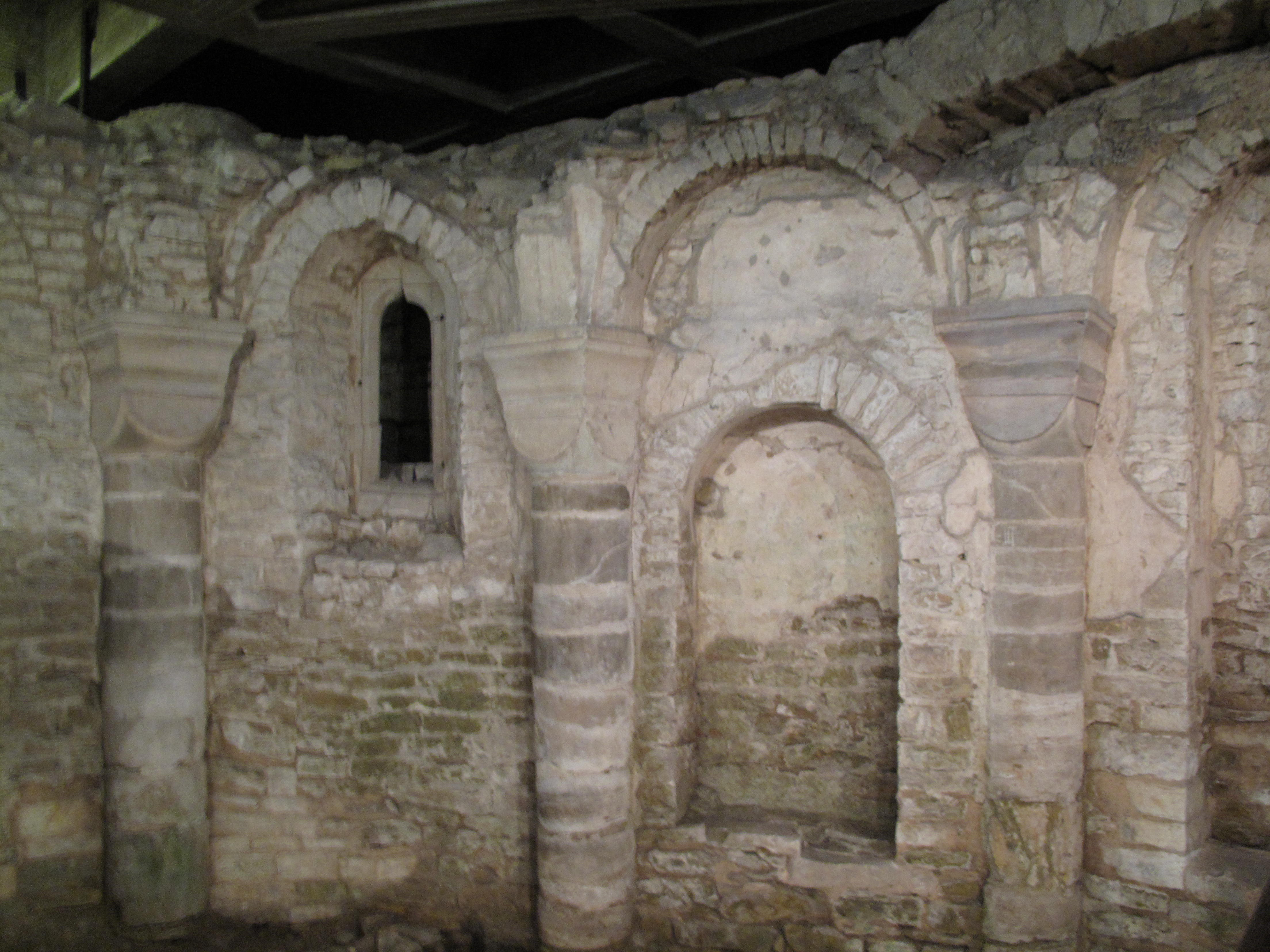
Krypta románské baziliky z poloviny 11. století

Dějiny klášterního kostela jsou úzce spjaty s vývojem zdejšího benediktinského konventu, prvního mužského kláštera v českých zemích. V místě současného chrámu stávala románská bazilika sv. Vojtěcha a Benedikta z poloviny 11. století, přestavěná v době gotické a po roce 1400 zasvěcená svaté Markétě. Středověký chrám je vyobrazen na olejomalbě patronů kláštera sv. Vojtěcha, Benedikta a Alexia ze 60. let 17. století, kdy začal opat Tomáš Sartorius s přestavbou kláštera, ale vystavěl jen konvent, a na vedutě z doby kolem roku 1700. Stavbu kostela pod lešením zachytila freska Karla Kováře z roku 1740 v chodbě kláštera.
Barokní bazilika svaté Markéty Antiochijské měla dva projekty. První objednal opat Otmar Zinke asi roku 1702 u Pavla Ignáce Bayera, který do roku 1705 dodal i varianty projektu celého kláštera a 30. května 1708 se zúčastnil slavnostního položení základního kamene, ale Zinke s jeho pracovní liknavostí nebyl spokojen a roku 1709 ho vyhodil. Proto povolal ke stavbě architekta a stavitele Kryštofa Dientzenhofera, který stavbu vedl podle smlouvy od roku 1710. Ve stejném období byly na severní straně založeny budovy nového konventu s kapitulním sálem, refektářem a knihovnou, prelatury a na jižní straně při starém Sartoriově konventu hospodářské budovy s pivovarem a rybníkem, a to v letech 1708–1713. Roku 1713 byla dokončena hrubá stavba kostela a poté, co ji vysvětil superior Kryštof Welack, v ní byly zahájeny bohoslužby. Pokračování veškeré stavební činnosti na rok přerušila morová epidemie. 10. srpna 1714 byl položen a vysvěcen základní kámen kostela. Po smrti Kryštofa Dientzenhofera v roce 1722 jeho syn Kilián Ignác pokračoval v dostavbě areálu a dostavěl také prelaturu s Tereziánským sálem. V roce 1948 ji papež Pius XII. (listinou datovanou 8. dubna) na žádost pražského arcibiskupa Josefa Berana a břevnovského (Breunov) opata jmenoval bazilikou minor.

## Popis
Zvlněná fasáda kostela odpovídá utváření hmoty architektury, která je konstruována na půdorysu šesti protínajících se elipsoidů. Na třech, přibližně stejně velkých je vystavěna loď s podkruchtím, menší základ presbytáře (se vstupem do krypty, po roce 1990 zazděným). Ze severní strany k presbytáři kostela přiléhá věž s cibulovitou bání, na jejíž makovici byl 7. června 1715 osazen železný kříž a do makovice vložena cínová pamětní schránka s relikviemi, mincí a tabulkou se jmény všech řeholníků.
Na atice jsou sochy řádových světců od Matěje Václava Jäckla a na jižní stěně kopie náhrobku blahoslaveného Vintíře zasazená do barokní iluzivní malby.

### Interiér

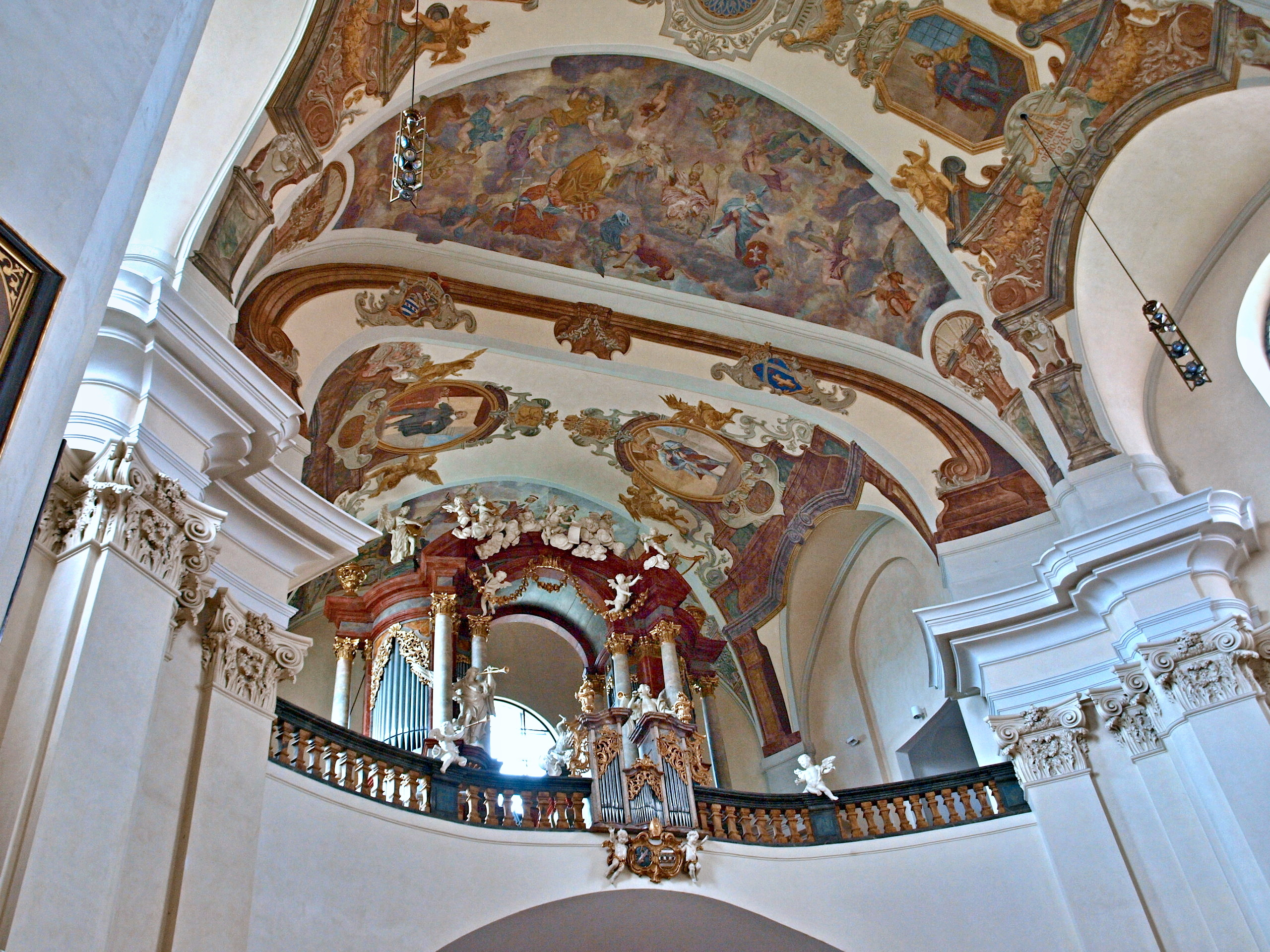
Barokní interiér baziliky: kůr s varhanami a bohatými nástropními malbami

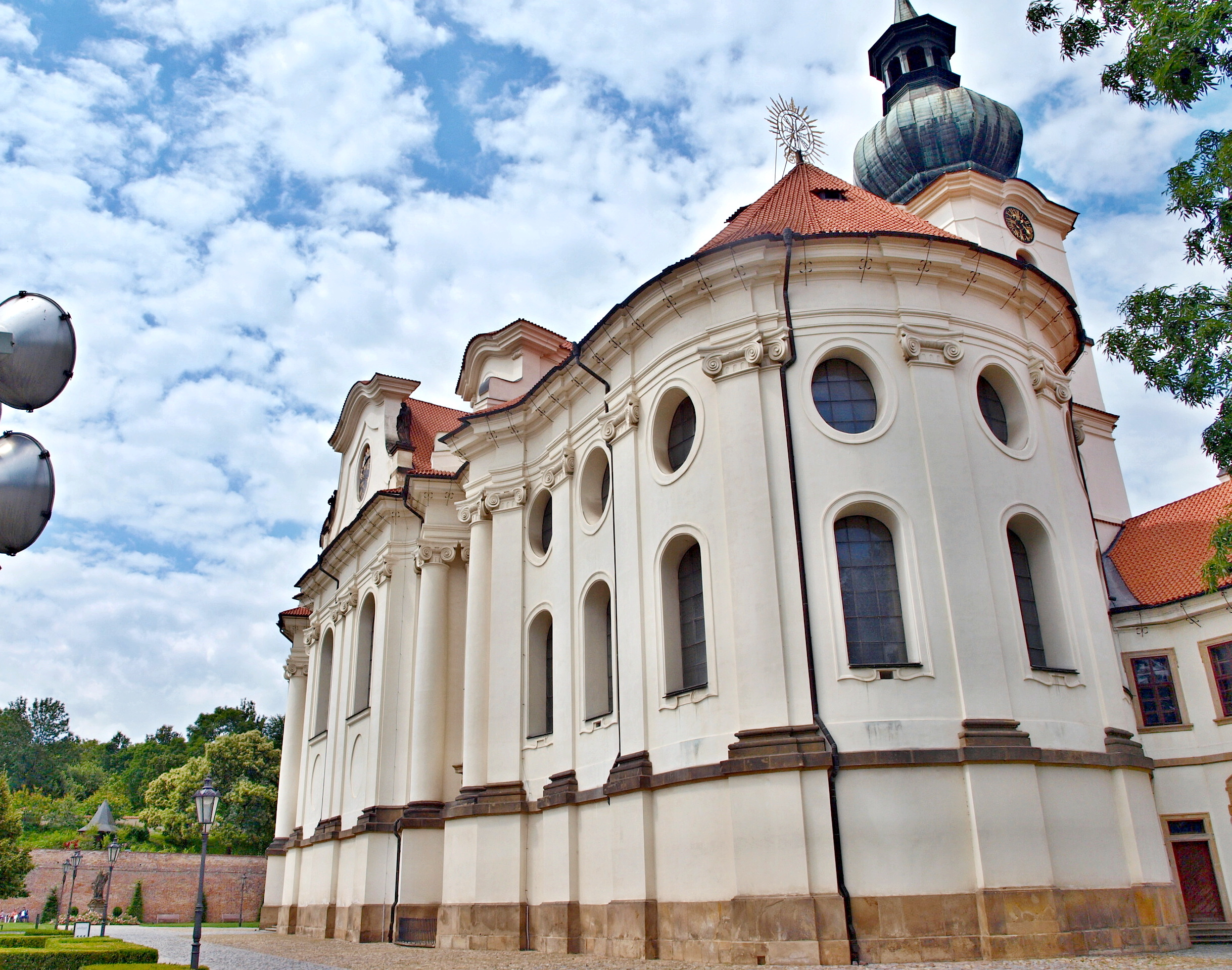
Bazilika sv. Markéty od východu

Vnitřní mobiliář a výzdobu kostela navrhl Kryštofův syn Kilián Ignác Dientzenhofer. 
- Hlavní oltář má dřevěnou architekturu s tordovanými sloupy, ve střední  nice je vsazena dřevěná pozlacená socha patronky chrámu, sv. Markéty s křížem v pravici a s drakem na řetězu, dílo lužického sochaře Matěje Václava Jäckela, který je také autorem soch světců na postranních oltářích.
- Oltářní menzu čelem k lidu navrhl sochař a restaurátor Karel Stádník, je odlita z betonu a stojí na zazděném vchodu do krypty.
- V chóru jsou dvě řady barokních mnišských lavic, tzv. stally, s řezanými figurami benediktinských patronů v nástavcích.
- Na jižní straně presbytáře stojí dřevěná architektura pozdně barokního oltáře Panny Marie benediktinských rozkoší (Deliciae benedictinae) s obrazem této řádové patronky benediktinů s Ježíškem v náručí. Do predelly téhož oltáře je vsazen zasklený rokokový relikviář s ramenní kostí sv. Markéty Antiochijské, jež byla uctívána jako patronka deště a dobré úrody, každoročně 14. července se zde konala pouť s procesím. Stříbrný gotický plenář svaté Markéty je uložen v trezoru.
- Za benediktinským oltářem je do stěny vsazen kamenný, raně gotický náhrobek šumavského poustevníka a diplomata svatého Vintíře, který zemřel roku 1045 a byl uctíván jako patron českých a bavorských benediktinů.[8] Kopie náhrobku je vsazena do chrámové stěny z vnější strany.
- V chrámové lodi je šest postranních oltářů s šesti dvojiemi dřevěných zlacených soch benediktinských svatých patronů či patronek z dílny Matěje Václava Jäckela na pozadí iluzivně malované architektury z 19. století s přimalovanými dvojicemi postav světců. Oltářní obrazy Petra Brandla pocházejí z let 1715–1719:

Na severní (levé) straně od vchodu
- Obraz Smrt sv. Václava, po stranách sochy benediktinských světic Gertrudy a Scholastiky.
- Ukřižování s bolestnou Pannou Marií a sv. Janem Evangelistou, při restaurování obrazu byla objevena Brandlova autorská pžemalba, projevující se v odlišném záklonu Mariina těla a výrazu její tváře.[9]. Po stranách oltáře na konzolách sochy sv. Jana Evangelisty a sv. Maří Magdalény.
- Setkání sv. Vojtěcha s knížetem Boleslavem II. u studánky. v oblacích nejsvětejší Trojice přijímá do nebes Vojtěchovy druhy: bratra Radima/Gaudentia a Radlu/Anastáze. Za oltářem sv. Vojtěcha stojí opatská lavice s dřevěnou sochou sv. Vojtěcha od Richarda Prachnera

Na jižní straně (blíže je vchodu)
- Přenesení ostatků sv. Otmara z exilu na ostrově Ward, se dvěma typickými atributy: soudkem opakovaně zázračně naplňovaným vínem, a s plápolající loučí. Na predel je obrázek  je drobná olejomalba Dětství Panny Marie. Na konzolách po stranách oltáře sochy sv. Bonifáce a Alexia.
- Smrt sv. Benedikta mezi řeholníky jeho kláštera , po stranách sochy sv. Placida a sv. Maura.
- Smrt poustevníka Vintíře (za účasti knížete Břetislava I. a biskupa Šebíře), v nástavci menší obraz sv. Prokopa, rovněž Brandlův.

### Fresky
Fresky jsou na klenbách odděleny pasy do tří polí, zachycují tři výjevy z dějin kláštera a ve cviklech jeho patrony. Vymaloval je pražský malíř Jan Jakub Stevens, dokončil je 26. července 1721 a 31. července již bylo demontováno lešení.

### Varhany
Na kůru je cenný barokní prospekt varhan s figurálními dřevořezbami hrajících andílků z roku 1724. Do staré skříně byl roku 2010 vsazen nový varhanní stroj. 

### Krypta
Pod chórem kostela byla při archeologickém průzkumu Vladimíra Píši v letech 1965–1968 odkryta část opukového kvádříkového zdiva s polosloupy a podlaha krypty trojlodní románské baziliky z poloviny 11. století.